# كريستوفر ريمير
كريستوفر ريمير (بالدنماركية: Christoffer Remmer) (16 يناير 1993 في الدنمارك - ) هو لاعب كرة قدم دانمركي في مركز الدفاع. شارك مع منتخب الدنمارك تحت 16 سنة لكرة القدم ومنتخب الدنمارك تحت 17 سنة لكرة القدم ومنتخب الدنمارك تحت 18 سنة لكرة القدم ومنتخب الدنمارك تحت 19 سنة لكرة القدم ومنتخب الدنمارك تحت 20 سنة لكرة القدم ومنتخب الدنمارك تحت 21 سنة لكرة القدم. أما مع النوادي، فقد لعب مع نادي كوبنهاغن.

## وصلات خارجية
- كريستوفر ريمير على موقع الاتحاد الأوربي (الإنجليزية)
- كريستوفر ريمير على موقع قاعدة بيانات كرة القدم.إي يو (الإنجليزية)
- كريستوفر ريمير على موقع Soccerway.com (الإنجليزية)
- كريستوفر ريمير على موقع AS.com (الإسبانية)